# Antonio Marcello Barberini

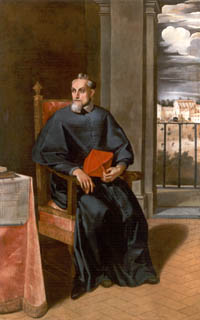
Antonio Marcello Kardinal Barberini (Gemälde von Antonio Alberti (um 1630))

Antonio Marcello Barberini, OFMCap (* 1569 in Florenz; † 11. September 1646 in Rom) war ein italienischer Kardinal der Römischen Kirche.

## Leben

Kardinalswappen (schematische Darstellung)

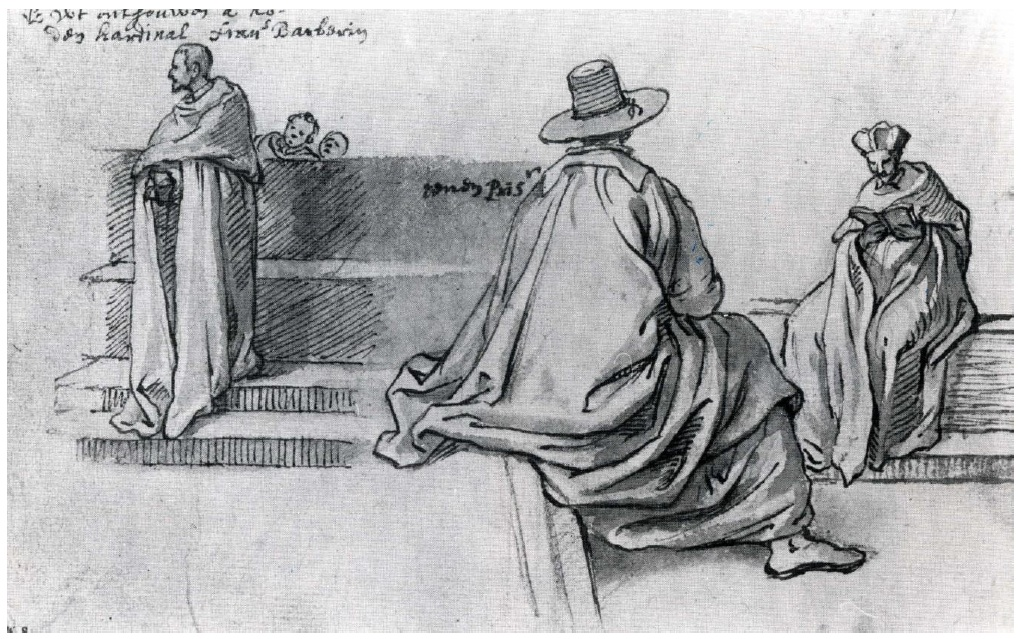
Kardinal Barberini (li.) und andere Figuren (Zeichnung von Pieter van Lint, etwa 1636)

Antonio Marcello Barberini stammte aus dem aus Florenz stammenden Adelsgeschlecht Barberini und war ein jüngerer Bruder von Maffeo Barberini, der als Urban VIII. zwischen 1623 und 1644 Papst war. 1592 trat er dem franziskanischen Bettelorden der Orden der Minderen Brüder Kapuziner bei. Am 7. Oktober 1624 wurde er von seinem Bruder Papst Urban VIII. zum Kardinal erhoben und am 13. November 1624 als Nachfolger seines ebenfalls zum Kardinal erhobenen Neffen Francesco Barberini zum Kardinalpriester von Sant’Onofrio al Gianicolo ernannt. Er blieb Kardinalpriester von Sant’Onofrio bis 1637. Am 26. Januar 1625 wurde er zum Bischof von Senigallia ernannt und empfing als solcher am 2. Februar 1625 die Bischofsweihe. Er trat am 11. Dezember 1628 als Bischof von Senigallia zurück und war danach zwischen 1629 und seinem Rücktritt 1633 Sekretär des Heiligen Offiziums. Zum Ende seiner Amtszeit begann im April 1633 der Prozess gegen Galileo Galilei.
Am 3. Oktober 1633 wurde Kardinal Barberini zum Kardinalgroßpönitentiar ernannt und wurde damit als Nachfolger von Scipione Caffarelli Borghese Vorsteher der Apostolischen Pönitentiarie, einer als Gerichtshof des Heiligen Stuhls ausgestalteten Behörde, die unter anderem für das Gnaden- und Ablasswesen zuständig ist. Am 13. Dezember 1633 wurde er zudem zum Bibliothekar der Vatikanischen Apostolischen Bibliothek berufen. Am 7. September 1637 erfolgte seine Berufung zum Kardinalpriester von San Pietro in Vincoli sowie am 26. Mai 1642 zum Kardinalpriester von Santa Maria in Trastevere. Nach dem Tode seines Bruders Papst Urban VIII. nahm er vom 9. August bis zum 15. September 1644 an dem Konklave teil, das Giovanni Battista Pamphilj zum Papst Innozenz X. wählte. Dieser zog die Nepoten seines Vorgängers zur Rechenschaft und zwang neben Francesco Barberini auch seine beiden anderen Neffen Antonio Barberini und Taddeo Barberini (1603–1647) ins Exil nach Frankreich.
Antonio Marcello Kardinal Barberini starb am 11. September 1646 im Palazzo Barberini in Rom und wurde in der Krypta der Kirche Santa Maria Immacolata a Via Veneto beigesetzt.